# 地蔵倉
地蔵倉（じぞうくら）は、山形県最上郡大蔵村肘折温泉近郊にある仏教遺跡・説話伝承地。凝灰岩の断崖の岩陰に地蔵菩薩の石像が安置されている。

## 由来
肘折温泉は、大同2年（807年）に、豊後国の出身の行者・源翁(片見源右衛門)によって発見されたとされる。
伝承によれば、出羽三山への道を探していた源翁は、迷い込んだ肘折の山中で地蔵倉に住む、地蔵の化身である老僧（一説には小僧・青年）に遭遇した。地蔵は、「昔、岩山から落ちて肘が折れとても苦しかったが、ここの湯に浸かるとたちどころに治り、法力も増した。」と肘折温泉の存在を源翁に教えるとともに、「湯殿山参拝の後、この地に留まってこの地を守るように」と言って、湯殿山へ至る道へと導いたのだという。
源翁は、豊後の国へ戻った後、家族を連れて再訪し、地蔵倉のふもと（地名・元屋敷）に移り住み、これが肘折温泉の興りとされる。

## 信仰
地蔵倉は、肘折温泉開湯縁起にまつわる地として、地元の人々に大切にされている。凝灰岩の断崖の岩陰に六地蔵の石仏が安置され、近くに木造の本殿がある。岩壁には無数の孔があり、念じながら紙を紙縒りにして入れ、穴に通すことができたら、願い事が叶うという。
毎年7月14日に例祭が行われ、白装束に身を包んだ行者が、地蔵を神輿に乗せて温泉街を練り歩く。
明治時代までは、現在の丸屋旅舘の位置に元真言宗寺院「密藏院」、源翁の後裔で密藏坊の神野氏が営む宿坊「豊後屋」があり、と共に月山・葉山修験の拠点であったが、明治後期に神野氏が肘折を去ったため、斜め向かいで同じく修験者の宿を営んでいた亀屋旅館の横山氏に「密藏院」が引き継がれた。

## アクセス
鉄道
奥羽本線新庄駅から肘折温泉行山交バスで終点下車。徒歩40分程度。
車
新庄市から、国道458号で1時間。または尾花沢新庄道路舟形ICから1時間。肘折温泉内、もしくは国道458号沿いに車を止め、徒歩で向かう。

## 備考
肘折温泉には、温泉神社である湯座神社もある。地蔵倉への遊歩道は湯座神社が入口となっており、遊歩道にはいくつもの地蔵が鎮座している。